# Cacia basialboantennalis
Cacia basialboantennalis là một loài bọ cánh cứng trong họ Cerambycidae.